# Casa Battlefield (Stoney Creek)
La casa Battlefield es un casa histórica localizada en la calle King East y Centennial Parkway, en Stoney Creek, Hamilton, Ontario, Canadá. Es un museo vivo de la historia y el lugar de la batalla de Stoney Creek del 6 de junio de 1813, que se libró durante la Guerra anglo-estadounidense de 1812. 
Fue construida en 1796. La casa presenta 6.3 ha de zonas verdes y era propiedad de la Sociedad histórica de Mujeres de Wentworth (1899-1962), y dada por esta sociedad a la Comisión de parques de Niagara el 19 de enero de 1962. El parque fue designado Sitio Histórico Nacional de Canadá en 1960.
Fue designada como un sitio histórico nacional de Canadá en 1960.